# Simulium voilense
Simulium voilense är en tvåvingeart som beskrevs av Sherban 1960. Simulium voilense ingår i släktet Simulium och familjen knott. Inga underarter finns listade i Catalogue of Life.